# Каринші
Каринші (каз. Қарынши) — село у складі Каркаралінського району Карагандинської області Казахстану. Входить до складу Тегісшилдіцького сільського округу.

## Населення
Населення — 92 особи (2021; 217 у 2009, 355 у 1999, 418 у 1989).
Національний склад станом на 1989 рік:
- казахи — 100 %.